# Ahmariana

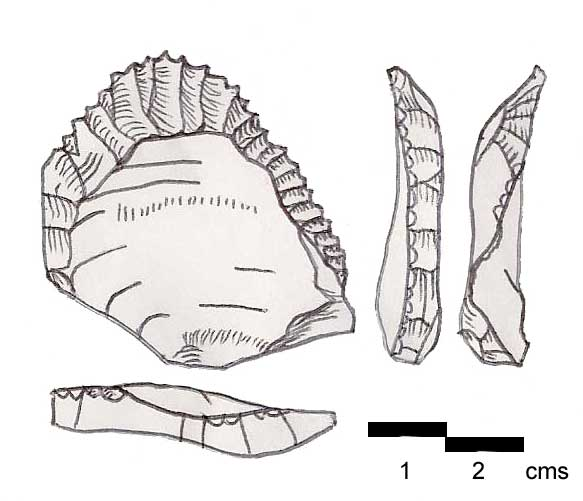
Disegno di scaglia realizzata con la tecnica Levallois. Trovata in superficie a Ksar Akil, in Libano.

L 'Ahmariana (Ahmarian in inglese) è una cultura del vicino, sviluppatasi tra 46.000–42.000 anni BP, che si pensa sia correlata alla cultura emirana..

## Descrizione
La cultura Ahmariana, come quella Emirana,  viene posta in relazione con la teoria dell'origine africana dell'Homo sapiens, e quindi con il popolamento dell'Asia centrale e dell'Europa. 
Questa cultura si caratterizza per i supporti lamellari utilizzati nella produzione di manufatti litici, rinvenuti in dicersi siti israeliani, come Erq el-Ahmar, Qafzeh e Kebara.